# Unstructured Supplementary Service Data
Unstructured Supplementary Service Data è una funzione presente in tutti i telefoni GSM. È solitamente associato con i servizi real-time o di messaggistica istantanea. Non c'è solitamente capacità di archiviazione di questi messaggi, tipici dei normali sistemi di messaggistica (in altre parole, non è presente un centro servizi SMSC). Il tempo di risposta generalmente è inferiore ai classici SMS.
L'USSD ha avuto 2 evoluzioni di sviluppo, chiamati Phase 1 e Phase 2, i quali si differenziano per gli aggiornamenti avuti e le capacità di funzionamento. L'ultimo protocollo è stato specificato nel protocollo GSM 03.90
Per fare un esempio pratico, l'USSD può essere comparato al servizio Telnet dei computer, con il quale è possibile inviare mail da riga di comando, e l'sms ad una email.
L'USSD è usato solitamente per azionare meccanismi dei servizi di telefonia mobile che non richiedono tariffazione, per esempio controllo di servizi attivi per roaming, servizi di menù interattivi quali la personalizzazione della carta SIM, servizi di richiamo su occupato, credito residuo sulla carta SIM prepagata e molto altro.
L'USSD è uno standard per trasmissioni di informazioni sui canali GSM. Le funzioni disponibili variano a seconda del gestore telefonico e delle condizioni della rete.
Esempio di codici USSD di un operatore italiano:
- *123#
- *123*13#
- *154#

L'utilizzo più comune di USSD è quello di effettuare una richiesta ad un servizio, come la consultazione del credito telefonico, che non ha bisogno della struttura più complessa e costosa dell'SMS.
L'USSD è usato come metodo di pagamento in alcuni paesi (Sud Africa, Spagna, India, Polonia).